# Amnésie antérograde
L'amnésie antérograde est un trouble de la mémoire qui porte sur les faits postérieurs à l'accident ou à la maladie qui l'a provoquée. Elle est la conséquence de l'altération de certaines zones du cortex préfrontal, mais aussi occipital et pariétal. En effet, il s'agit de dysfonctionnement des réseaux neuronaux impliqués dans l'apprentissage et la mémoire de travail. Le sujet est dans l'incapacité de former de nouveaux souvenirs, il oublie les événements au fur et à mesure de leur déroulement.
L'amnésie antérograde se distingue de l'amnésie rétrograde, qui désigne l'incapacité à se souvenir des événements survenus avant le début de l'amnésie.

## Caractéristiques
À partir d’un temps donné, l’amnésique donne l’impression qu’il n’apprend plus. L'amnésie antérograde se caractérise en cinq points :
1. Notion de délai/compétition : pour vérifier qu’un patient est amnésique, il faut tout de même laisser passer un peu de temps avant de lui demander de restituer une information : un délai est nécessaire (souvent, quelques minutes). Le patient amnésique « oublie » d’autant plus vite qu’il est occupé par une activité pendant le délai.
2. Intensité de l’amnésie : l’entretien suffit à prendre conscience de l'amnésie (qui reste à objectiver grâce à des tests). L’amnésie pose de réels problèmes dans la vie du sujet, bien qu’il n’en prenne pas toujours conscience : il perd des objets, est désorienté dans le temps et l’espace.
3. Oubli au fur et à mesure : le patient se comporte comme si l’information s’effaçait de sa mémoire au fur et à mesure que le temps passe. Dans le cas où le patient a la possibilité d’acquérir de nouvelles informations, on parlera plutôt de trouble de la mémoire.
4. Désorientation dans le temps et dans l’espace : le patient est incapable d'indiquer la date actuelle. Il peut indiquer sa date de naissance mais pas son âge. La désorientation est d'autant plus flagrante que l'endroit dans lequel évolue l'amnésique est nouveau (jamais rencontré avant le début de son amnésie).
5. Mémoire épisodique (contextuelle) : elle contient toutes les traces encodées par toutes les modalités, et même certains aspects temporel, émotionnels, etc. La conscience que certains événements ont été vécus par le sujet est aussi touchée.

## Cinématographie
- Dans le cycle romanesque Soldat des brumes de Gene Wolfe (premier volume publié en 1986), le héros, Latro, perd la mémoire à chaque nuit de sommeil. Il doit noter tout ce qu'il a vécu sur un rouleau qui constitue le récit.
- Dans Memento (2000), Guy Pearce campe un amnésique dont les difficultés mémorielles sont apparues à la suite d'une agression.
- Dans Le Monde de Nemo (2003) et sa suite Le Monde de Dory (2016), Dory est un poisson chirurgien bleu femelle souffrant de troubles de la mémoire immédiate.
- Dans Amour et Amnésie (2004), Drew Barrymore interprète un personnage atteint d'une variante imaginaire d'amnésie antérograde qui lui fait oublier au réveil tous les événements survenus la veille.
- Dans Ghajini (2005, remake du film Memento de 2000), le personnage victime d'une violence ne peut plus garder sa mémoire plus de 5 minutes. Il a tatoué tout son corps pour se souvenir du numéro de personnes importantes selon lui.
- Dans Ef - a fairy tale of the two (2007), le personnage de Chihiro, à la suite d'un accident, ne peut plus garder en mémoire que 13 heures de ce qu'elle a vécu avant que les souvenirs liés à celles-ci ne disparaissent progressivement (sur le même principe que pour le film Amour et amnésie).
- Dans L'Amour au jour le jour (2013) , Molly rencontre Gus qui a des problèmes de mémoire à court terme.
- Dans Avant d'aller dormir (2014) , Nicole Kidman se réveille amnésique tous les jours depuis quatorze années à la suite d'un grave accident.